# جرام چودوروف
جرام چودوروف (انگلیسی: Jerome Chodorov; ۱۰ اوت ۱۹۱۱ – ۱۲ سپتامبر ۲۰۰۴) ترانه‌سرا اهل ایالات متحده آمریکا بود.
وی نویسنده فیلم‌هایی همچون خواهر من آیلین، در گرداگرد شهر و خرید لوئیزیانا بوده‌است، چودوروف همچنین برندهٔ جایزه ادگار شده‌است.